# 茜部荘
茜部荘（あかなべのしょう）は、平安時代～室町時代にかけて美濃国厚見郡茜部村にあった荘園。960年に厚見荘から茜部荘へ改称された。東大寺領。

## 概要

### 所在
美濃国厚見郡南部。現在の岐阜県岐阜市茜部地区（茜部大野、茜部中島、茜部菱野、茜部新所、茜部寺屋敷など）が中心地。 

### 規模
弘仁9年（818年）に107町339歩。1147年（久安3）本田77町余。

### 起源
- 750年、東大寺の文書に、尾張国中島郡茜部郷とあり、物品を納めていた。
- 厚見荘（美濃国厚見郡）は、もとは桓武天皇の勅旨田で、大同4年（809年）2月21日に立荘。桓武天皇は皇女・朝原内親王に譲渡し、弘仁9年3月27日に彼女の遺命により、812年（弘仁3）その母の酒人内親王によって東大寺に寄進された。
- 866年、広野川事件。その後、尾張国中島郡茜部郷は、美濃国厚見郡（厚見荘）へ編入されたと考えられる。
- 天徳4年（960年）には厚見荘から茜部荘へ改称された。

### 領主
東大寺

### 終焉
鎌倉時代に大江広元の子の長井時広が地頭になり、代々これを相続、東大寺と訴訟を繰り返して勢力を拡大するが、南北朝時代に後醍醐天皇が没収し、東大寺に再寄進した。その後の地頭は不明だが、応仁の乱の頃には完全に東大寺のもとを離れた。15世紀後半に終焉を迎えた。

### 備考
年貢は東大寺の衣服料にあてたため、絹や綿で収めた。